# Institut militaire de Virginie
Pour les articles homonymes, voir VMI.
L'Institut militaire de Virginie (Virginia Military Institute, VMI) est la plus vieille université militaire financée par des fonds publics aux États-Unis. Elle est l'un des six collèges et académies nationales qui forment des officiers dans le pays. Les étudiants sont tous des cadets qui doivent suivre un régime militaire, dont le curriculum du Reserve Officers and Training Corps.
Son campus se trouve à Lexington (Virginie). On y forme des officiers dans quatorze domaines des sciences, du génie et des arts libéraux. On la surnomme le West Point du Sud mais, contrairement à cette dernière, les étudiants ne sont pas obligés de servir dans les forces armées après leur formation, mais y sont habilités.

## Histoire
Le 11 novembre 1839, le VMI est créé dans les locaux de l’arsenal de Lexington. Les premiers cadets ont remplacé les soldats sous la direction du major-général Francis Henney Smith et du colonel Claudius Crozet. Depuis ce temps, un cadet tient la garde de l’entrée vingt-quatre heures par jour. Le premier à ce poste a été John Strange.
La première promotion, de 16 cadets, est sortie diplômée en 1842. En 1850, de nouvelles casernes ont été inaugurées pour remplacer le vieil arsenal. En 1851, Thomas Stonewall Jackson, qui se rendra célèbre durant la Guerre de Sécession, est nommé professeur de philosophie naturelle au VMI. Des unités d’infanterie et d’artillerie du VMI sont présentes lors de l’exécution de John Brown l’abolitionniste à Charles Town en 1859.
Durant la Guerre de Sécession, de nombreux diplômés du VMI s'engagent dans les rangs confédérés (comme Moses Ezekiel). Les cadets ont constitué des troupes et ont participé à quatorze batailles en tant qu’unité constituée. Le 12 juin 1864, les forces de l’Union, sous le commandement du général David Hunter, bombardent le campus du VMI, réduisant les bâtiments en ruine. Les classes sont temporairement données au Alms House de Richmond (Virginie). En avril 1865, les cadets sont renvoyés chez eux quand la chute de Petersburg survient et que la ville est évacuée. Les cours reprennent à Lexington en octobre 1865.
Le VMI a formé un grand nombre d'officiers des forces armées américaines au cours de son histoire. Plusieurs de ceux-ci ont participé à la Première et Seconde Guerre mondiale. L'un des plus connus est George C. Marshall, conseiller en chef du président Roosevelt durant la guerre et auteur du plan Marshall après celle-ci. Un autre est le général George Patton, libérateur de Bastogne lors de la bataille des Ardennes.